# Functional Analysis and Its Applications
Functional Analysis and Its Applications is een internationaal, aan collegiale toetsing onderworpen wetenschappelijk tijdschrift op het gebied van de functionaalanalyse. De naam wordt in literatuurverwijzingen meestal afgekort tot Funct. Anal. Appl. Het wordt uitgegeven door Springer Science+Business Media en verschijnt 4 keer per jaar. Het eerste nummer verscheen in 1967.